# Grammia celia
Grammia celia là một loài bướm đêm thuộc phân họ Arctiinae, họ Erebidae.